# IC 3607
IC 3607 ist eine Zwerggalaxie vom Hubble-Typ dE6 im Sternbild Jungfrau auf der Ekliptik. Sie ist schätzungsweise 6 Millionen Lichtjahre von der Milchstraße entfernt.
Das Objekt wurde am 10. Mai 1904 vom US-amerikanischen Astronomen Royal Harwood Frost entdeckt.